# Skappelnabben
Der Skappelnabben ist ein Felssporn im ostantarktischen Königin-Maud-Land. Er ragt auf der Ostseite des Tals Urfjelldokka im südwestlichen Teil der Kirwanveggen in der Maudheimvidda auf.
Norwegische Kartografen, die ihn auch benannten, kartierten ihn anhand von Vermessungen und Luftaufnahmen der Norwegisch-Britisch-Schwedischen Antarktisexpedition (1949–1952) und Luftaufnahmen der Dritten Norwegischen Antarktisexpedition (1956–1960). Namensgeber ist Helge Sommerfelt Skappel (1907–2001), Vermessungsingenieur bei der Norwegisch-Britisch-Schwedischen Antarktisexpedition.